# Nederlandsche Linoleumfabriek

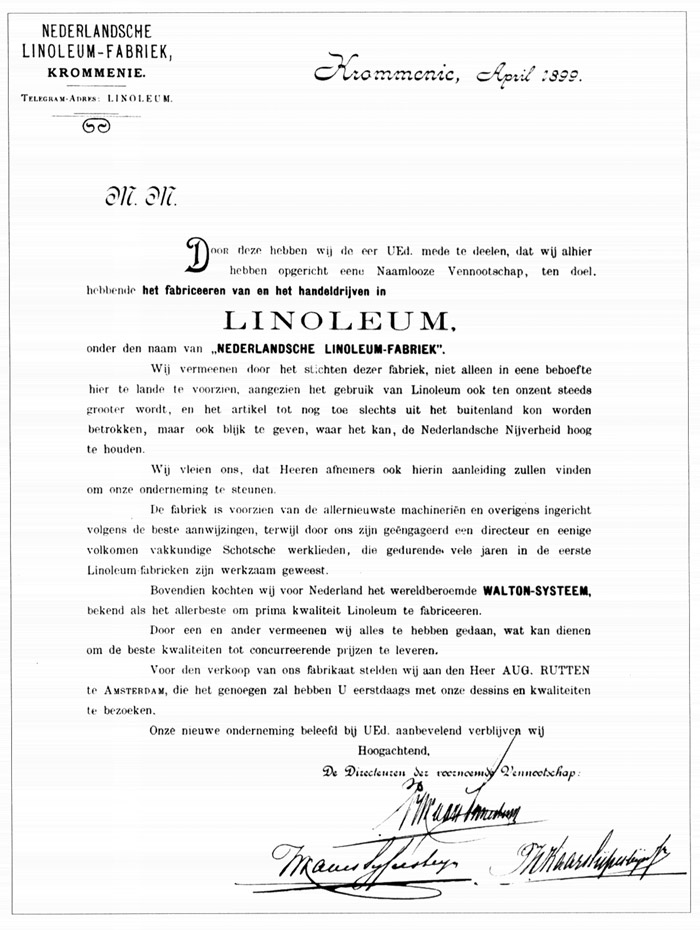
Introductie- en aanbevelingsbrief van de directie uit 1899.

De Nederlandsche Linoleumfabriek (NLF), ook bekend als Linoleum Krommenie en Forbo Krommenie, is een bedrijf dat in 1899 begon met de productie van linoleum en tegenwoordig onderdeel is van de Zwitserse Forbo Group. Hij werd opgericht door de fabrikant van zeildoek Pieter Hendrik Kaars Sijpesteijn uit Krommenie en twee zoons.

## Begin
De familie Kaars Sijpesteijn bestond uit handelaars en rolreders. Naast een weverij voor zeildoek en jute had ze de beschikking over een oliemolen. Deze belangen maakten dat de familie belangstelling opvatte voor het produceren van een nieuw soort vloerzeil dat in 1863 door de Schot Frederick Walton was uitgevonden. Hij kookte lijnolie in waardoor het oxideerde en voegde er hars, houtmeel en kleurstoffen aan toe. De substantie werd in een mangelinstallatie tot een dunne laag geperst en van een jute onderlaag voorzien. Het resultaat was een harde, slijtvaste en oprolbare vloerbedekking.

## Fabrieken
De eerste fabriek werd gevestigd aan de Padlaan te Krommenie. In 1899 startte daar de productie met behulp van een stoommachine van 170 kW. Vier Schotten met kennis van zaken gaven leiding aan 35 man personeel. Na een jaar had men het proces onder de knie en na vijf jaar werd er winst gemaakt. In 1910 werd een tweede, identieke, stoommachine in gebruik genomen maar in 1916 kwam er elektriciteit en werden de stoommachines opgedoekt. In 1921 werden de gebouwen van de weverij, die in handen was van de familie, overgenomen, en in 1922 werd te Assendelft een tweede fabriek in gebruik genomen.
In 1930 begon men met de productie van marmoleum, eveneens een linoleumproduct. Na de Tweede Wereldoorlog ontstond een grote vraag naar dit product, waartoe men een nieuw type kalanderlijn ontwikkelde.

## Forbo
Na de Eerste Wereldoorlog gingen vele kleinere linoleumfabrieken in Europa samenwerken wat leidde tot fusies. De Continentale Linoleum Union (Conti) te Zürich omvatte uiteindelijk elf fabrieken: Alle Duitse fabrieken, Forshaga in Zweden, en Giubiasco in Zwitserland. In 1929 ging de NLF op in dit concern, dat in 1968 werd omgezet in het huidige Forbo.

## Novilon
In 1968 startte men met de productie van een vinylvloerbedekking onder de naam Novilon.  Deze vloerbedekking werd ook wel verend vinyl of cushion-vinyl genoemd. Het bestond uit pvc-pasta die op een drager werd aangebracht. Die drager bestond uit asbestpapier (Aquanon), steenwolpapier of glasvlies. Met name asbestpapier was als drager wegens vochtwerende eigenschappen zeer geschikt voor het aanbrengen op betonvloeren.
Het veelvuldig gebruik van asbestpapier als rug heeft, met name bij verwijdering en afvoer, tot milieu- en arbeidsveiligheidsproblemen geleid. Uiteindelijk is men asbestvrij Novilon gaan produceren, maar zeker tot in 1979 werd er nog, zij het in verminderde mate, asbestpapier toegepast.
Novilon was niet alleen een concurrent voor linoleum, maar er kwamen ook meerdere fabrikanten van, waaronder Balamundi in Huizen. Het product hiervan stond bekend als Balatum. De concurrentie leverde het product op breedten van vier meter (kamerbreed), zodat ook Forbo dit moest doen. Daarom werd in Coevorden in 1978 een nieuwe fabriek gebouwd die sindsdien als Forbo Novilon bekendstaat. In de fabriek te Assendelft, die sindsdien Forbo Linoleum ging heten, werden de Novilon activiteiten in 1982 stopgezet.